# Lorenzo Torres
Lorenzo José Torres Agüero (n. Buenos Aires, Virreinato del Río de la Plata, agosto de 1803 – Buenos Aires, Argentina, 1880), abogado y político argentino, que se destacó como el símbolo de la continuidad entre el gobierno de Juan Manuel de Rosas y los gobiernos que sucedieron al de este en la provincia de Buenos Aires, que proclamaban ser la antítesis del sistema político rosista. Hermano de Eustaquio Torres Agüero.

## Biografía
Sobrino de Julián Segundo de Agüero, prominente figura del Partido Unitario, apoyó la revolución del general Juan Lavalle. Se recibió de abogado en 1829, en la Universidad de Buenos Aires. Desde ese año, y por otros tres años, enseñó Derecho Público en esa Universidad.
En 1839 fue vicepresidente de la Academia de Jurisprudencia. Por ello fue también electo por primera vez diputado provincial, cargo que ocuparía ininterrumpidamente hasta la caída del gobernador Juan Manuel de Rosas, trece años más tarde. Fue secretario de la legislatura durante nueve años.
Era un exaltado partidario de Rosas, y favoreció desde la legislatura las represalias contra los Libres del Sur, los conjurados del grupo de Ramón Maza y quienes apoyaron la invasión de Lavalle en 1840. Fue el autor del texto de la ley de confiscación de sus propiedades.
Fue también vocal del Tribunal de Apelaciones y miembro de la Comisión Inspectora de Programas de Enseñanza.
Tras la batalla de Caseros se apresuró a ponerse a disposición de vencedor, Justo José de Urquiza, y el nuevo gobernador, Vicente López y Planes, lo nombró vocal de la Comisión Redactora del Código Civil de la provincia, aunque el código nunca fue sancionado. Fue elegido diputado provincial, y apoyó al gobernador López y Planes en su firma del Acuerdo de San Nicolás. 
No obstante, apoyó la revolución del 11 de septiembre de 1852, y en un acto público se unió en un abrazo con el líder unitario Valentín Alsina, en un gesto que llevó a la unidad de los antiguos federales y unitarios porteños, en oposición a los federales del interior, cuyo líder era Urquiza. El gobernador Manuel Guillermo Pinto lo nombró su ministro de Gobierno y de Relaciones Exteriores, entre febrero y marzo de 1853 fue también ministro interino de Guerra y Marina, teniendo una actitud intransigente durante el sitio de Buenos Aires. Fue uno de los gestores del soborno al comandante John Halstead Coe, jefe de la escuadra federal, y varios de sus oficiales, lo que determinó el final del bloqueo naval de Buenos Aires, y por consiguiente, del sitio.
Fue brevemente gobernador delegado durante la enfermedad que llevó a Pinto a la muerte, y siguió ocupando el ministerio de Gobierno y Relaciones Exteriores durante el gobierno de Pastor Obligado – otro prominente partidario de Rosas hasta el día de Caseros – hasta octubre de ese año. Antes de presentar su renuncia al gobierno, ejerció brevemente como ministro de Hacienda.
Al año siguiente fue miembro de la Convención Constituyente Provincial, y uno de los que propusieron la independencia del Estado de Buenos Aires como país separado de la Confederación Argentina. Fue senador provincial y apoyó al gobierno de Obligado; llegó a ser presidente del Senado provincial.
Durante este período fue socio mayoritario en la empresa que construyó el Teatro Colón.
En 1856 se unió al Partido Federal dirigido por Nicolás Calvo; publicó muchos artículos en su favor en el periódico La Reforma Pacífica, y fue candidato a gobernador. Terminó por ceder ese puesto al general Tomás Guido, que de todos modos fue derrotado por Alsina, ayudado por el uso masivo del fraude y la violencia.
Durante la crisis entre Buenos Aires y la Confederación que siguió a la Batalla de Cepeda fue envidado al Paraguay, consiguiendo la mediación de Francisco Solano López en el conflicto. Volvería a ser embajador en el Paraguay entre 1863 y 1864.
En 1864 ingresó a la Municipalidad de Buenos Aires, en la que fue vicepresidente. Al año siguiente volvió a ser diputado provincial, apoyando al presidente Bartolomé Mitre. En 1870 fue miembro de la Convención Constituyente Provincial.
Falleció en Buenos Aires en 1880.